# Filmografia de Sharon Stone

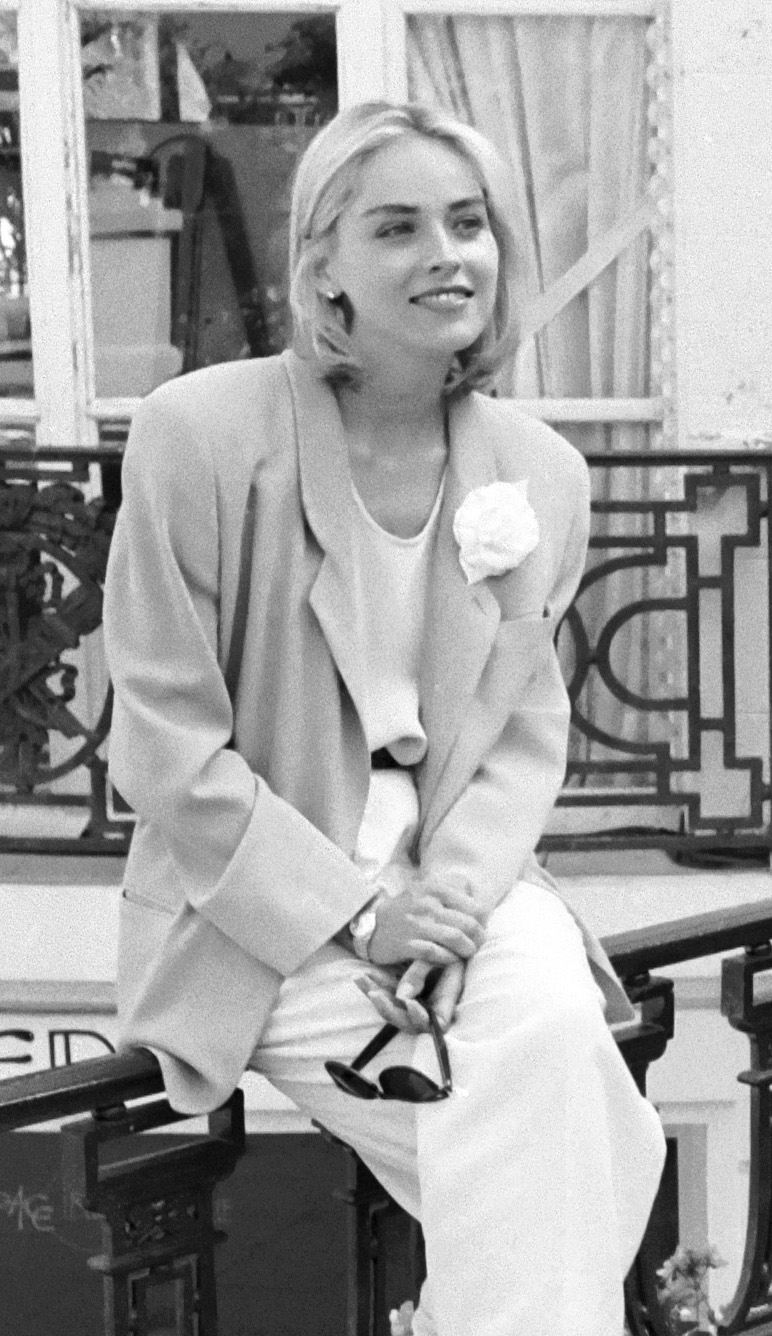
Sharon Stone no Deauville American Film Festival (Calvados, França).

Está é uma lista completa de filmes e séries da atriz norte-americana Sharon Stone.

## Filmografia
| Ano  | Titulo                                                      | Papel                            | Notas |
| ---- | ----------------------------------------------------------- | -------------------------------- | --- |
| 1980 | Stardust Memories                                           | Menina                           | |
| 1981 | Les uns et les autres                                       | Namorada final de Jack Glenn     | |
| 1981 | Deadly Blessing                                             | Lana Marcus                      | TV |
| 1981 | Silver Spoons                                               | Debbie                           | |
| 1983 | Bay City Blues                                              | Cathy St. Marie                  | |
| 1983 | Remington Steele                                            | Jillian Montague                 | |
| 1984 | The New Mike Hammer                                         | Julie Eland                      | |
| 1984 | Magnum, P.I.                                                | Diane Dupree/Diedra Dupree       | |
| 1984 | Calendar Girl Murders                                       | Cassie Bascomb                   | TV |
| 1984 | The Vegas Strip War                                         | Sarah Shipman                    | TV |
| 1984 | Irreconcilable Differences                                  | Blake Chandler                   | |
| 1985 | T. J. Hooker                                                | Dani Starr                       | TV |
| 1985 | King Solomon's Mines                                        | Jesse Huston                     | |
| 1986 | Mr. and Mrs. Ryan                                           | Ashley Hamilton Ryan             | TV |
| 1986 | Allan Quatermain and the Lost City of Gold                  | Jesse Huston                     | Indicada Framboesa de Ouro de Pior Atriz |
| 1987 | Police Academy 4: Citizens on Patrol                        | Claire Mattson                   | |
| 1987 | Cold Steel                                                  | Kathy Connors                    | |
| 1988 | Above the Law                                               | Sara Toscani                     | |
| 1988 | Action Jackson                                              | Patrice Dellaplane               | |
| 1988 | Badlands 2005                                               | Alex Neil                        | TV |
| 1988 | War and Remembrance                                         | Janice Henry                     | Mini-serie |
| 1988 | Tears in the Rain                                           | Casey Cantrell                   | TV |
| 1989 | Beyond the Stars                                            | Laurie McCall                    | |
| 1989 | Blood and Sand                                              | Doña Sol                         | |
| 1990 | Total Recall                                                | Lori Quaid                       | |
| 1991 | He Said, She Said                                           | Linda Metzger                    | |
| 1991 | Scissors                                                    | Angie Anderson                   | |
| 1991 | Year of the Gun                                             | Alison King                      | |
| 1991 | Diary of a Hitman                                           | Kiki                             | Cameo |
| 1991 | Where Sleeping Dogs Lie                                     | Serena Black                     | |
| 1992 | Basic Instinct                                              | Catherine Tramell                | Prêmios MTV Movie Award de Melhor Atriz Principal Indicações Globo de Ouro de Melhor Atriz em Filme Dramático                                                                                                  |
| 1993 | Sliver                                                      | Carly Norris                     | Indicações MTV Movie Award de Melhor Atriz Principal |
| 1993 | Last Action Hero                                            | Catherine Tramell                | |
| 1994 | Intersection                                                | Sally Eastman                    | |
| 1994 | The Specialist                                              | May Munro                        | |
| 1994 | The Specialist                                              | May Munro                        | Indicações MTV Movie Award de Melhor Atriz Principal |
| 1995 | The Quick and the Dead                                      | Ellen 'The Lady'                 | Indicações Saturn Award de Melhor Atriz Principal |
| 1995 | Roseanne                                                    | Trailer Park Resident            | TV |
| 1995 | Casino                                                      | Ginger McKenna                   | Prêmios Globo de Ouro de Melhor Atriz em Filme Dramático Indicações Oscar de Melhor Atriz Principal Chicago Film Critics Association Award de Melhor Atriz Principal MTV Movie Award de Melhor Atriz Principal |
| 1996 | Diabolique                                                  | Nicole Horner                    | |
| 1996 | Last Dance                                                  | Cindy Liggett                    | |
| 1998 | Sphere                                                      | Dr. Elizabeth 'Beth' Halperin    | |
| 1998 | Antz                                                        | Princess Bala                    | Voz |
| 1998 | The Mighty                                                  | Gwen Dillon                      | Indicações Globo de Ouro de Melhor Atriz em Filme Dramático |
| 1999 | Gloria                                                      | Gloria                           | |
| 1999 | The Muse                                                    | Sarah Little                     | Indicações Globo de Ouro de Melhor Atriz em Comédia ou Musical |
| 1999 | Simpatico                                                   | Rosie Carter                     | |
| 1999 | Happily Ever After: Fairy Tales for Every Child             | Henny Penny                      | Voz |
| 2000 | Picking Up the Pieces                                       | Candy Cowley                     | |
| 2000 | If These Walls Could Talk 2                                 | Fran                             | TV |
| 2000 | Beautiful Joe                                               | Alice 'Hush' Mason               | |
| 2002 | Harold and the Purple Crayon                                | voz                              | TV |
| 2003 | Cold Creek Manor                                            | Leah Tilson                      | |
| 2003 | The Practice                                                | Sheila Carlisle                  | Prêmios Emmy Awards de Melhor Atriz em Série Dramática |
| 2004 | A Different Loyalty                                         | Sally Cauffield                  | |
| 2004 | Catwoman                                                    | Laurel Hedare                    | Indicada Framboesa de Ouro de Pior Atriz Coadjuvante |
| 2005 | Higglytown Heroes                                           | Nicky - Blind Art Teacher        | voz |
| 2005 | Valley of the Wolves                                        | Lisa                             | TV |
| 2005 | Will & Grace                                                | Dr. Georgia Keller               | TV |
| 2005 | Broken Flowers                                              | Laura Daniels Miller             | |
| 2006 | Alpha Dog                                                   | Olivia Mazursky                  | |
| 2006 | Basic Instinct 2                                            | Catherine Tramell                | Indicações Framboesa de Ouro de Pior Atriz |
| 2006 | Huff                                                        | Dauri Rathburn                   | TV program |
| 2006 | Bobby                                                       | Miriam Ebbers                    | |
| 2007 | When a Man Falls in the Forest                              | Karen Fields                     | |
| 2007 | If I Had Known I Was a Genius                               | Gloria Fremont                   | |
| 2007 | Democrazy                                                   | Patricia Hill                    | |
| 2008 | The Year of Getting to Know Us                              | Jane Rocket                      | |
| 2008 | Five Dollars a Day                                          | Dolores Jones                    | |
| 2009 | Streets of Blood                                            | Nina Ferraro                     | |
| 2010 | Law & Order: Special Victims Unit                           | Jo Marlowe                       | TV |
| 2011 | The Burma Conspiracy                                        | Diane Francken                   | |
| 2012 | Border Run                                                  | Sofie Talbert                    | |
| 2013 | Lovelace                                                    | Dorothy Boreman                  | |
| 2013 | Gods Behaving Badly                                         | Aphrodite                        | |
| 2013 | Fading Gigolo                                               | Dr. Parker                       | |
| 2014 | Love in Vegas                                               | Angela Blake                     | |
| 2014 | A Golden Boy                                                | Ludovica Stern                   | |
| 2015 | Agent X                                                     | Vice Presidenta Natalie Maccabee | |
| 2015 | Life on the Line                                            | Mãe                              | |
| 2015 | Savva: Heart of the Warrior                                 | Puffy                            | Voz; Versão americana |
| 2016 | What About Love                                             | Linda Tarlton                    | |
| 2016 | Mothers Day                                                 | Nina                             | |
| 2016 | Darknet                                                     | Eva                              | |
| 2017 | Running Wild                                                | Meredith Parish                  | |
| 2017 | All I Wish                                                  | Senna Berges                     | |
| 2017 | The Disaster Artist                                         | Iris Burton                      | |
| 2019 | Rolling Thunder Revue: A Bob Dylan Story by Martin Scorsese | The Beauty Queen                 | |
| 2019 | The Laundromat                                              | Hannah                           | |
| 2020 | Ratched                                                     | Lenore Osgood                    | Série de televisão; elenco principal |
| 2021 | What About Love                                             | Linda Tarlton                    | |
| 2021 | Here Today                                                  | Ela mesma                        | |